# NGC 893
NGC 893 je galaksija u zviježđu Feniks.

## Vanjske poveznice
- SEDS: NGC 893